# Sobotovice
Sobotovice (deutsch Sobotowitz) ist eine Gemeinde in Tschechien. Sie liegt 16 Kilometer südlich des Stadtzentrums von  Brünn und gehört zum Okres Brno-venkov.

## Geographie
Sobotovice befindet sich in der Thaya-Schwarza-Talsenke beiderseits des Baches Syrůvka (Kressenbach) unmittelbar vor dessen Einmündung in die Šatava (Vießbach). Westlich des Dorfes führt die Schnellstraße R 52/E 461 vorbei, die nächste Abfahrt 17 befindet sich bei Ledce.
Nachbarorte sind Syrovice im Norden, Rajhrad und Holasice im Nordosten, Vojkovice im Osten, Ledce und Na Podhrázkém im Süden, Medlov und Němčičky im Südwesten, Pravlov und Bratčice im Westen sowie Silůvky im Nordwesten.

## Geschichte
Archäologische Funde auf dem Gemeindegebiet weisen eine Besiedlung seit der Jungsteinzeit nach. Die erste schriftliche Erwähnung von Sobotovice erfolgte im Jahre 1258 in einem von Přemysl Otakars II. in Pletzk bestätigten Tauschvertrag zwischen Bohuslav von Holenstein und dem Breunauer Abt Martin, in dem ersterer das Dorf gegen die Güter der kurz zuvor wüst gefallenen Feste Sebranice dem Benediktinerorden für das Kloster Raigern überließ. Nachfolgend verblieb Sobotovice bis zur Mitte des 19. Jahrhunderts der Abtei Raigern untertänig. Seit dem 14. Jahrhundert ist in Sobotovice eine Wassermühle nachweislich, später kam eine zweite hinzu. Zu Beginn des 17. Jahrhunderts bestand das Dorf aus 31 Wirtschaften. Im Dreißigjährigen Krieg verödete das Dorf, 1656 waren nur noch neun Häuser bewohnt. Während der Napoleonischen Kriege wurde das Dorf sowohl von den koalierten österreichisch-russischen Truppen als auch von den Franzosen heimgesucht. Am 28. Juli 1811 brannten große Teile von Sobotice nieder. 1848 brach erneut ein Großbrand aus.
Nach der Aufhebung der Patrimonialherrschaften bildete Sobotovice/Sobrotowitz ab 1850 eine Gemeinde in der Bezirkshauptmannschaft Auspitz und dem Gerichtsbezirk Židlochovice. In den Jahren 1872 und 1881 wurde Sobotice durch weitere Brände geschädigt. 1875 wurde in Sobotice eine einklassige Dorfschule eröffnet. Sobotovice lag an der tschechisch-deutschen Sprachgrenze und gehörte zum tschechischen Sprachgebiet. Eingeschult waren auch die Kinder aus dem deutschsprachigen Dorf Laatz, die Unterrichtssprache war Deutsch. Im Jahre 1884 wurde das Gemeindeamt errichtet. 1887 erlosch die ältere der beiden Mühlen, an ihrer Stelle entstand linksseitig der Šatava an der Straße nach Laatz die Ansiedlung Podhrázký Mlýn. Die andere Mühle Srncův Mlýn wurde 1951 stillgelegt. Die Fluren um den ausgetrockneten Mühlgraben sind nach wie vor im Besitz der Familie Srnec. 1897 erfolgte die Erweiterung der Schule für einen dreiklassigen Unterricht. 1906 entstand die Freiwillige Feuerwehr. Sie errichtete 1913 neben dem Glockenturm ein neues Spritzenhaus. Der seit 1919 beantragte Bau der Straße nach Laatz wurde 1937 realisiert. Nach dem Münchner Abkommen verlief ab 1938 südlich des Dorfes am Vießbach die Grenze zum Deutschen Reich. Infolgedessen wurde in Sobotovice eine Zollstation eingerichtet. Das unbebaute Land an der östlich vorbeiführenden Kaiserstraße musste 1938 an das Deutsche Reich abgetreten werden. Im Jahre 1939 erfolgte in Sobotovice der erste Spatenstich für den Bau der Reichsautobahn Wien-Breslau. Zwischen 1948 und 1960 gehörte die Gemeinde zum Okres Židlochovice. Nach dessen Aufhebung wurde Sobotovice dem Okres Brno-venkov zugeschlagen. Bis in die 1960er Jahre umfasste das Kataster der Gemeinde 470 ha. 1980 erfolgte die Eingemeindung von Sobotovice, Bratčice und Ledce nach Syrovice. Seit 1990 besteht die Gemeinde wieder.

## Gemeindegliederung
Für die Gemeinde Sobotovice sind keine Ortsteile ausgewiesen.

## Sehenswürdigkeiten
- Glockenturm